# Dafna Dekel
Dafna Dekel (hebreiska: דפנה דקל), född 7 maj 1966 i Ashdod, är en israelisk sångerska, skådespelerska och TV-personlighet.
Dekel släppte sitt självbetitlade debutalbum 1989. Hon representerade Israel i Eurovision Song Contest 1992 med bidraget Ze Rak Sport (זה רק ספורט) och kom på 6:e plats med 85 poäng. Tillsammans med Yigal Ravid och Sigal Shachmon var hon värd för Eurovision Song Contest 1999 som hölls i Israel.
Som skådespelare har Dekel bl.a. medverkat i TV-serien Agadat Deshe (2006-2007) och i filmerna Zohar (1993) och Dod Pompa (2000).

## Diskografi
- Dafna Dekel (1989)
- Dafna Dekel (1994)
- Yoman (2008)